# سيليا غاميز
سيليا غاميز (بالإسبانية: Celia Gámez)‏ هي نجمة سينما ‏ وممثلة أرجنتينية وإسبانية، ولدت في 25 أغسطس 1905 ببوينس آيرس في الأرجنتين، وتوفيت بنفس المكان في 10 ديسمبر 1992 بسبب مرض آلزهايمر.

## وصلات خارجية
- سيليا غاميز على موقع IMDb (الإنجليزية)
- سيليا غاميز على موقع ميوزك برينز (الإنجليزية)
- سيليا غاميز على موقع ديسكوغز (الإنجليزية)
- سيليا غاميز على موقع قاعدة بيانات الفيلم (الإنجليزية)